# Marcella Detroit
Marcella Levy (mais conhecida pelo nome artístico Marcella Detroit; Detroit, 21 de junho de 1952) é uma cantora norte-americana, ex-membro do Shakespears Sister.

## Discografia

### Álbuns
- 1982: Marcella (como Marcy Levy)
- 1994: Jewel
- 1996: Feeler
- 1996: Without Medication Plus MTV "Buzz Live" lançamento japonês
- 1999: Abfab Songs
- 2001: Dancing Madly Sideways
- 2006: The Upside of Being Down (como Marcy Levy Band)

### Singles
| Ano  | Single                                                  | Posições nas paradas | Posições nas paradas | Álbum                  |
| Ano  | Single                                                  | EUA                  | RU                   | Álbum                  |
| ---- | ------------------------------------------------------- | -------------------- | -------------------- | ---------------------- |
| 1978 | "Millie and Billie" (como Marcy Levy, com Alice Cooper) | -                    | -                    | From the Inside        |
| 1980 | "Help Me!" (como Marcy Levy, com Robin Gibb)            | 50                   | -                    | Times Square OST       |
| 1982 | "Close to Her"                                          | -                    | -                    | Marcella               |
| 1986 | "Come and Follow Me" (com Max Carl)                     | -                    | -                    | Short Circuit OST      |
| 1994 | "I Believe"                                             | -                    | 11                   | Jewel                  |
| 1994 | "Ain't Nothing Like the Real Thing" (com Elton John)    | -                    | 24                   | Jewel                  |
| 1994 | "I'm No Angel"                                          | -                    | 33                   | Jewel                  |
| 1995 | "Perfect World"                                         | -                    | 134                  | Jewel                  |
| 1996 | "I Hate You Now..."                                     | -                    | 107                  | Feeler                 |
| 1996 | "Boy"                                                   | -                    | 102                  | Feeler                 |
| 1996 | "Somebody's Mother"                                     | -                    | -                    | Feeler                 |
| 1997 | "Flower"                                                | -                    | -                    | Feeler                 |
| 2001 | "Lust for Like"                                         | -                    | -                    | Dancing Madly Sideways |
| 2002 | "If You Could Read My Mind" (com Aurora)                | -                    | -                    | Aurora                 |
| 2007 | "Mystery to Me" (com Loverush UK)                       | -                    | -                    | -                      |
| 2008 | "My Friend Misery" (com Vacuum)                         | -                    | -                    | -                      |